# Olympische Sommerspiele 2020/Teilnehmer (Saudi-Arabien)
| Gelbes Symbol für Goldmedaillen mit stilisierten Olympischen Ringen | Graues Symbol für Silbermedaillen mit stilisierten Olympischen Ringen | Braundes Symbol für Bronzemedaillen mit stilisierten Olympischen Ringen |
| ------------------------------------------------------------------- | --------------------------------------------------------------------- | ----------------------------------------------------------------------- |
| —                                                                   | 1                                                                     | —                                                                       |

Saudi-Arabien nahm an den Olympischen Spielen 2020 in Tokio mit 33 Sportlern in neun Sportarten teil. Es war die insgesamt zwölfte Teilnahme an Olympischen Sommerspielen.

## Teilnehmer nach Sportarten

### Fußball
| Wettbewerb             | Männer |
| ---------------------- | --- |
| Athleten (Spiele/Tore) | Saud Abdulhamid (3/0) Mukhtar Ali (1/0) Abdulelah al-Amri (3/1) Zaid al-Bawardi (0/0) Firas al-Buraikan (1/0) Khalifah al-Dawsari (3/0) Salem al-Dawsari (3/1) Salman al-Faraj (3/0) Khalid al-Ghannam (2/0) Abdullah al-Hamdan (3/0) Ali al-Hassan (3/0) Ayman al-Khulaif (2/0) Sami al-Najei (3/2) Nasser al-Omran (1/0) Mohammed al-Rubaie (2/0) Yasser al-Shahrani (3/0) Hamad al-Yami (1/0) Amin Bukhari (1/0) Abdulrahman Ghareeb (3/0) Abdullah Hassoun (0/0) Abdulbasit Hindi (3/0) Ayman Yahya (2/0) |
| Trainer                | Saad al-Shehri |
| Gruppenphase           | Elfenbeinküste (1:2) Deutschland (2:3) Brasilien (1:3) |
| Viertelfinale          | ausgeschieden |
| Halbfinale             | ausgeschieden |
| Finale                 | ausgeschieden |
| Platzierung            | 13–16 |

### Gewichtheben
| Athleten          | Wettbewerb              | Reißen  | Reißen | Stoßen  | Stoßen | Zweikampf | Zweikampf | Rang |
| Athleten          | Wettbewerb              | Gewicht | Rang   | Gewicht | Rang   | Gewicht   | Rang      | Rang |
| ----------------- | ----------------------- | ------- | ------ | ------- | ------ | --------- | --------- | ---- |
| Männer            |                         |         |        |         |        |           |           |      |
| Seraj Al-Saleem   | Bantamgewicht bis 61 kg | 129 kg  | 6      | 159 kg  | 5      | 288 kg    | 5         | 5    |
| Mahmoud Al-Humayd | Leichtgewicht bis 73 kg | 141 kg  | 12     | 165 kg  | 13     | 306 kg    | 12        | 12   |

### Judo
| Athleten         | Wettbewerb | 1. Runde   | 1. Runde | 2. Runde      | 2. Runde | Achtelfinale  | Achtelfinale  | Viertelfinale | Viertelfinale | Halbfinale / Trostrunde | Halbfinale / Trostrunde | Finale / Platz 3 | Finale / Platz 3 | Rang |
| Athleten         | Wettbewerb | Gegner     | Ergebnis | Gegner        | Ergebnis | Gegner        | Ergebnis      | Gegner        | Ergebnis      | Gegner                  | Ergebnis                | Gegner           | Ergebnis         | Rang |
| ---------------- | ---------- | ---------- | -------- | ------------- | -------- | ------------- | ------------- | ------------- | ------------- | ----------------------- | ----------------------- | ---------------- | ---------------- | ---- |
| Frauen           |            |            |          |               |          |               |               |               |               |                         |                         |                  |                  |      |
| Tahani Alqahtani | über 78 kg | R. Hershko | 0:11     | —             | —        | ausgeschieden | ausgeschieden | ausgeschieden | ausgeschieden | ausgeschieden           | ausgeschieden           | ausgeschieden    | ausgeschieden    | 17   |
| Männer           |            |            |          |               |          |               |               |               |               |                         |                         |                  |                  |      |
| Sulaiman Hamad   | bis 73 kg  | Freilos    | Freilos  | A. Margelidon | 0s2:1    | ausgeschieden | ausgeschieden | ausgeschieden | ausgeschieden | ausgeschieden           | ausgeschieden           | ausgeschieden    | ausgeschieden    | 17   |

### Karate

#### Kumite
| Athleten     | Wettbewerb        | Gruppenphase | Gruppenphase | Halbfinale | Halbfinale | Finale       | Finale   | Rang   |
| Athleten     | Wettbewerb        | Punkte       | Rang         | Gegner     | Ergebnis   | Gegner       | Ergebnis | Rang   |
| ------------ | ----------------- | ------------ | ------------ | ---------- | ---------- | ------------ | -------- | ------ |
| Männer       |                   |              |              |            |            |              |          |        |
| Tareg Hamedi | Kumite über 75 kg | 5            | 2            | R. Araga   | 2:0        | S. Ganjzadeh | DSQ      | Silber |

### Leichtathletik
Laufen und Gehen 
| Athleten           | Wettbewerb | Vorlauf | Vorlauf | Runde 1       | Runde 1       | Halbfinale    | Halbfinale    | Finale        | Finale        | Rang          |
| Athleten           | Wettbewerb | Zeit    | Rang    | Zeit          | Rang          | Zeit          | Rang          | Zeit          | Rang          | Rang          |
| ------------------ | ---------- | ------- | ------- | ------------- | ------------- | ------------- | ------------- | ------------- | ------------- | ------------- |
| Frauen             |            |         |         |               |               |               |               |               |               |               |
| Yasmeen al-Dabbagh | 100 m      | 13,34 s | 9       | ausgeschieden | ausgeschieden | ausgeschieden | ausgeschieden | ausgeschieden | ausgeschieden | ausgeschieden |
| Männer             |            |         |         |               |               |               |               |               |               |               |
| Mazen al-Yassin    | 400 m      | —       | —       | 45,16 s       | 1             | 45,37 s       | 4             | ausgeschieden | ausgeschieden | ausgeschieden |

### Rudern
| Athleten      | Wettbewerb | Vorlauf     | Vorlauf | Vorlauf       | Hoffnungslauf | Hoffnungslauf | Hoffnungslauf | Viertelfinale | Viertelfinale | Viertelfinale  | Halbfinale  | Halbfinale | Halbfinale    | Finale      | Finale | Rang |
| Athleten      | Wettbewerb | Zeit        | Platz   | Qualifikation | Zeit          | Platz         | Qualifikation | Zeit          | Platz         | Qualifikation  | Zeit        | Platz      | Qualifikation | Zeit        | Platz  | Rang |
| ------------- | ---------- | ----------- | ------- | ------------- | ------------- | ------------- | ------------- | ------------- | ------------- | -------------- | ----------- | ---------- | ------------- | ----------- | ------ | ---- |
| Männer        |            |             |         |               |               |               |               |               |               |                |             |            |               |             |        |      |
| Hussein Ridha | Einer      | 7:54,18 min | 5       | Hoffnungslauf | 8:06,78 min   | 2             | Viertelfinale | 8:35,05 min   | 6             | Halbfinale C/D | 7:53,99 min | 6          | Finale D      | 7:52,67 min | 6      | 24   |

### Schießen
| Athleten        | Wettbewerb | Qualifikation   | Qualifikation | Finale          | Finale        | Rang |
| Athleten        | Wettbewerb | Ringe/ Scheiben | Rang          | Ringe/ Scheiben | Rang          | Rang |
| --------------- | ---------- | --------------- | ------------- | --------------- | ------------- | ---- |
| Männer          |            |                 |               |                 |               |      |
| Saeid Almutairi | Skeet      | 119             | 22            | ausgeschieden   | ausgeschieden | 22   |

### Schwimmen
| Athleten        | Wettbewerb          | Vorlauf | Vorlauf | Halbfinale    | Halbfinale    | Finale        | Finale        | Rang |
| Athleten        | Wettbewerb          | Zeit    | Rang    | Zeit          | Rang          | Zeit          | Rang          | Rang |
| --------------- | ------------------- | ------- | ------- | ------------- | ------------- | ------------- | ------------- | ---- |
| Männer          |                     |         |         |               |               |               |               |      |
| Yousif Bu Arish | 100 m Schmetterling | 56,29 s | 55      | ausgeschieden | ausgeschieden | ausgeschieden | ausgeschieden | 55   |

### Tischtennis
| Athleten        | Wettbewerb | 1. Runde         | 1. Runde | 2. Runde      | 2. Runde      | 3. Runde      | 3. Runde      | Achtelfinale  | Achtelfinale  | Viertelfinale | Viertelfinale | Halbfinale    | Halbfinale    | Finale/Platz 3 | Finale/Platz 3 | Rang  |
| Athleten        | Wettbewerb | Gegner           | Erg.     | Gegner        | Erg.          | Gegner        | Erg.          | Gegner        | Erg.          | Gegner        | Erg.          | Gegner        | Erg.          | Gegner         | Erg.           | Rang  |
| --------------- | ---------- | ---------------- | -------- | ------------- | ------------- | ------------- | ------------- | ------------- | ------------- | ------------- | ------------- | ------------- | ------------- | -------------- | -------------- | ----- |
| Männer          |            |                  |          |               |               |               |               |               |               |               |               |               |               |                |                |       |
| Ali Al-Khadrawi | Einzel     | Lubomír Jančařík | 0:4      | ausgeschieden | ausgeschieden | ausgeschieden | ausgeschieden | ausgeschieden | ausgeschieden | ausgeschieden | ausgeschieden | ausgeschieden | ausgeschieden | ausgeschieden  | ausgeschieden  | 49–64 |